# Brigitte Bausinger
Brigitte Bausinger (geboren 1938 als Brigitte Schöpel in Freiberg) ist eine deutsche Philologin und Autorin und gilt als Grande Dame der Reutlinger Kultur.

## Leben
Brigitte Schöpel studierte Philologie in Tübingen und promovierte 1965 über Freilichttheater, unter anderem über das Naturtheater Reutlingen und das Naturtheater Hayingen. Ihre Doktorarbeit betreute der Kulturwissenschaftler Hermann Bausinger, beide heirateten. Brigitte Bausinger arbeitete an literarischen Fernsehfilmen für den WDR mit, organisierte 1988 und 1991 die Baden-Württembergischen Literaturtage in Reutlingen und 1990 die Landeskunstwochen in Aalen. Sie ist Autorin von Literatur in Reutlingen und Mitherausgeberin verschiedener Werke und ist unter anderem als Dozentin an der Volkshochschule Tübingen tätig.

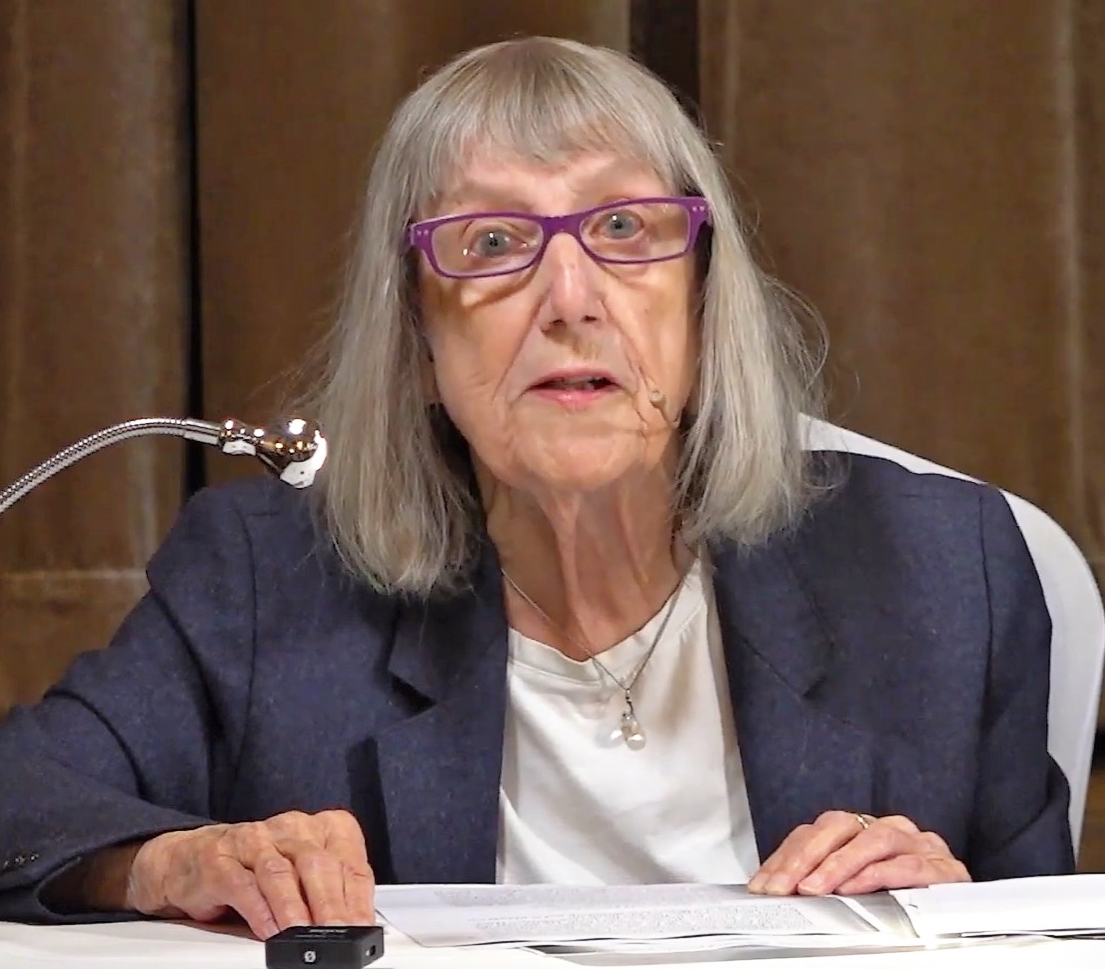
Brigitte Bausinger im Literaturhaus Heilbronn, 2021

Zu ihrem umfangreichen kulturellen Engagement zählen 27 Jahre ehrenamtliche Arbeit beim Theater Die Tonne, 6 Jahre als Vorsitzende der Freunde der Stadtbibliothek Reutlingen e.V. und Vorständin beim 2008 gegründeten Verein Netzwerk-Kultur-Reutlingen. Für dieses Engagement wurde sie 2014 mit der Reutlinger Verdienstmedaille geehrt.

## Publikationen (Auswahl)
Autorin
- Schöpel, Brigitte: "Naturtheater": Studien zum Theater unter freiem Himmel in Südwestdeutschland. Tübinger Vereinigung für Volkskunde, Tübingen 1965.

- Bausinger, Brigitte: Literatur in Reutlingen. Ein Wegweiser. Verlagshaus Reutlingen Oertel und Spörer, Reutlingen 1996.

Herausgeberin
- Bausinger, Brigitte: Der rote Stuhl in Reutlingen: Eine Anthologie. Der Kleine Buch Verlag, Karlsruhe 1988.
- Bausinger, Brigitte, Franz, Hilde: Erlebte Natur: Aquarelle, Zeichnungen. Gedichte: Dietmar Scholz. Selbstverlag, Reutlingen 1996.
- Bausinger, Brigitte: Wo weiße Schafe ziehn. Eine Anthologie. Landeslyrikwettbewerb Reutlingen 1999.
- Alber, Wolfgang, Bausinger, Brigitte, Bausinger, Hermann: Albgeschichten. Klöpfer & Meyer, Tübingen 2008.
- Alber, Wolfgang, Bausinger, Brigitte, Bausinger, Hermann: Wundersame blaue Mauer! Die Schwäbische Alb in Geschichten und Gedichten. Klöpfer & Meyer, Tübingen 2017.